# Sasha DiGiulian
Sasha DiGiulian (Alexandria, 23 de octubre de 1992) es una deportista estadounidense que compitió en escalada. Ganó una medalla de plata en el Campeonato Mundial de Escalada de 2011, en la prueba de bloques.

## Palmarés internacional
| Campeonato Mundial | Campeonato Mundial | Campeonato Mundial | Campeonato Mundial |
| Año                | Lugar              | Medalla            | Prueba             |
| ------------------ | ------------------ | ------------------ | ------------------ |
| 2011               | Arco (Italia)      | Medalla de plata   | Bloques            |